# Joan XXIII de Pisa
Joan XXIII (Nàpols, 1370 - Florència, 1419), antipapa de l'Església Catòlica entre el 1410 i el 1415.
Nascut com Baldassare Cossa, va ser senyor de Bolònia des del 1403 i el 1404 va comprar Faenza a Astorre Manfredi, que mantenia una llarga guerra amb Alberico da Barbiano per 25.000 florins. Va ser escollit Papa el 1410 pel Concili de Pisa. Aliat amb Lluís II de Provença tornà a Roma i prengué possessió de la seu del Vaticà i derrotaren Ladislau I de Nàpols a la batalla de Roccasecca el 1411, però aquest va tenir temps per reagrupar-se i el 12 de juliol Lluís va tornar a Roma, però el 3 d'agost la manca de diners i el descontentament dels seus líders el van obligar a tornar definitivament a la Provença. Ladislau va aprofitar el desordre a Itàlia per ampliar el seu regne, apropiant-se dels Estats Pontificis atacant el 1413 fent fugir Joan XXIII i els seus cardenals hagueren de fugir de Roma a Florència, on demanà la protecció de l'emperador Segimon (1410-1437), qui era al nord d'Itàlia mirant de convocar un concili que posés fi al Cisma d'Occident.
El 30 d'octubre del 1413, l'emperador Segimon convidà Benet XIII, Gregori XII, Joan XXIII i tota la Cristiandat al Concili General de Constança, convocat per a l'1 de novembre del 1414. Excomunicat en el Concili de Constança el 1415, va ser nomenat bisbe de Frascati per Martí V, i el 1416 perdé la senyoria de Bolonia, per una revolta que la posà en mans d'Anton Galeazzo Bentivoglio. Mort el 1419, està enterrat a Florència, dins del Baptisteri, en un monument fúnebre obra de Donatello i de Michelozzo.